# Epistulae ad familiares
Die epistulae ad familiares (deutsch häufig als „Briefe an seine Freunde“ übersetzt) sind eine posthum herausgegebene Sammlung von Briefen zwischen dem römischen Staatsmann Marcus Tullius Cicero und verschiedenen Politikern, Familienangehörigen und anderen Privatpersonen. Das üblicherweise in 16 Bücher unterteilte Werk umfasst Briefe von 62 v. Chr., dem Ende von Ciceros Konsulat, bis zu Ciceros Tod 43 v. Chr.

## Titel
Der Titel des Werkes ist nicht antik. Obgleich die Briefe bereits in der Antike im Umlauf waren, wurden sie erst zur Zeit des Humanismus in der heutigen Form zusammengefasst. Der Titel geht auf den Humanisten Henricus Stephanus zurück. Das Wort familiaris, ein Relationsadjektiv zu familia, bezeichnet im engeren Sinne Angehörige des eigenen Haushaltes, im weiteren Sinne Vertraute oder Freunde. Zwar enthalten die epistulae ad familiares auch Konversationen mit seiner Ehefrau Terentia und seinem Sklaven und späterem Freigelassenen Tiro, zu den meisten Adressaten, darunter viele Politiker, dürfte Cicero aber keine allzu tiefe Freundschaft gepflegt haben, weshalb der Titel eigentlich irreführend ist.

## Herausgeber
Als Herausgeber der Briefe gilt gemeinhin Ciceros Sekretär Tiro. Cicero selbst bewahrte Kopien seiner Briefe (fam. 7,25) auf, zu denen Tiro wahrscheinlich Zugang hatte, und sammelte sie in volumina (fam. 16,17). Als Indiz, dass Tiro sie herausgegeben hat, wird gesehen, dass auffälligerweise keine Briefe des Tiro erhalten sind, sehr wohl aber Briefe an ihn, die ans Ende der Sammlung gestellt sind.

## Inhalt
Die epistulae ad familiares umfassen nicht nur Briefe des Cicero, auch wenn die meisten von ihm ausgehen. Oft steht zu einem Brief des Cicero unmittelbar die Antwort des Adressaten im Anschluss. Manchmal fehlt Ciceros Brief auch und man findet nur die Antwort. Einige wenige Briefe haben gar nichts mit Cicero zu tun. Da die Briefe posthum herausgegeben wurden, ist davon auszugehen, dass sie im Gegensatz zu den Plinius-Briefen vor der Veröffentlichung nicht im größeren Maß überarbeitet worden sind. So erhält man, besonders in seinen persönlicheren Briefen, einen unverfälschten Einblick in die Person des Cicero.
Die meisten Briefwechsel bestehen zwischen Politikern, die uns einen guten Einblick in die Geschehnisse der späten römischen Republik geben. Helmut Kasten resümiert dazu: „Die große Masse seiner Briefe ist zweckgebunden, trägt mehr oder weniger formellen Charakter. Da gilt es, das eigene politische Handeln zu rechtfertigen, das persönliche Verdienst ins rechte Licht zu rücken, Differenzen mit politischen ‚Freunden‘ auszufechten, Beziehungen für sich und andre auszuwerten, den politischen Gesinnungsgenossen bei der Stange zu halten oder zu fördern und was dergleichen mehr ist. So leuchten diese Briefe tief hinein in das Treiben der führenden Kreise und bergen mit ihren Schlaglichtern auf das politische Geschehen der Zeit eine Fülle des Interessanten und Fesselnden.“
Andere Briefe sind persönlicherer Natur: In fam. 5,4 schreibt Servius Sulpicius Rufus, ein Jugendfreund Ciceros, tröstende Worte, nachdem dessen geliebte Tochter Tullia (in den Briefen häufig liebevoll Tulliola genannt) verstorben und Cicero in tiefe Trauer verfallen war. Einen Brief (fam. 14,4) schrieb Cicero kurz vor seinem Exil in Griechenland an seine Familie, in der er seine tiefste Trauer ausdrückte, seine Heimat und seine Familie womöglich nie weder sehen zu können.

## Sprache
Die epistulae ad familiares geben uns ein Zeugnis, wie das klassische Latein zu Lebzeiten gebraucht wurde. Durch die hohe Zahl verschiedener Autoren erhalten wir einen Einblick in die Sprachregister und Stile abseits des ciceronianischen Lateins. Die Encyclopædia Britannica urteilt darüber:

“Caelius writes in a breezy, school-boy style; the Latinity of Plancus is Ciceronian in character; the letter of Sulpicius to Cicero on the death of Tullia is a masterpiece of style; Matius writes a most dignified letter justifying his affectionate regard for Caesar’s memory. There is an amazingly indiscreet letter of Quintus to his brother’s freedman, Tiro, in which he says of the consuls-elect, Hirtius and Pansa, that he would hesitate to put one of them in charge of a village on the frontier, and the other in that of the basement of a tavern (Fam. xvi. 27. 2). Several of his correspondents are indifferent stylists. Cato labours to express himself in an awkward and laconic epistle, apologizing for its length. Metellus Celer is very rude, but gives himself away in every word. Antony writes bad Latin, while Cicero himself writes in various styles.”

## Rezeption
Diese und andere Briefe des Cicero dürften Plinius den Jüngeren dazu inspiriert haben, seine eigene Briefesammlung herauszugeben.
Als das Werk 1346 in Verona wiederentdeckt wurde, löste es zunächst Begeisterung aus, ehe Ernüchterung einsetzte. Der Humanist Petrarca, der Cicero zutiefst bewunderte und in ihm einen unerschütterlichen Stoiker sah, war so entsetzt über Ciceros emotionale Ausbrüche und Trauer, dass er ihm „aus der Welt der Lebenden“ einen Brief schrieb, in der er ihm seine Gedanken mitteilen musste.

### Textkritische Ausgaben
- D. R. Shackleton Bailey: Epistulae ad familiares. Libri I-XVI. Teubner, Stuttgart 1987. (Bibliotheca scriptorum Graecorum et Romanorum Teubneriana)

### Kommentare
- D. R. Shackleton Bailey: Cicero: Epistulae ad Familiares, Volume 1: 62–47 B.C. Cambridge University Press, Cambridge/London/New York/Melbourne 1977. (Cambridge Classical Texts and Commentaries, Volume 16).
- D. R. Shackleton Bailey: Cicero: Epistulae ad Familiares, Volume 2: 47–43 B.C. Cambridge University Press, Cambridge/London/New York/Melbourne 1977. (Cambridge Classical Texts and Commentaries, Volume 17).

### Übersetzungen
- Helmut Kasten: An seine Freunde: Lateinisch – Deutsch. 2. Auflage. Heimeran-Verlag, München 1976.